# 出雲高松站
出雲高松站（日语：／ Izumo-Takamatsu eki */?）是位於島根縣出雲市，西日本旅客鐵道（JR西日本）大社線的鐵路車站（廢站）。

## 歷史
- 1912年（大正元年）11月15日：國鐵開設朝山站（日语：／）[1]。當時為一般車站[1]。
- 1932年（昭和7年）5月10日：此站改名為出雲高松站[1]。
- 1962年（昭和37年）10月1日：結束貨運起卸業務[1]。
- 1968年（昭和43年）6月1日：成為業務委託車站（委托公司：日本交通觀光社（日语：日本交通観光社））[2]。
- 1974年（昭和49年）11月1日：結束行李起卸業務[3]。成為無人車站[4]。
- 1987年（昭和62年）4月1日：伴隨國鐵分割民營化，車站由西日本旅客鐵道（JR西日本）營運[1]。
- 1990年（平成2年）4月1日：大社線全線廢除，此站也被廢除[1]。

## 車站構造
此站是地面車站，原本設有1面2線的島式月台。在廢站前，靠近站舍的路軌已被撤走，變為只有1面1線的單式月台。在廢站時為無人車站，站舍被用作倉庫。現時，月台上還有電線桿，而由於縣道需要擴寬，因此月台西邊稍為被削去。

## 車站周邊
- 出雲高松郵局
- 出雲市立高松小學（日语：出雲市立高松小学校）
- 出雲市立濱山中學（日语：出雲市立浜山中学校）

## 相鄰車站
西日本旅客鐵道（JR西日本）
大社線
出雲市－出雲高松－荒茅

## 注腳
1. 1 2 3 4 5 6 7 8  石野哲（編）.  初版. JTB. 1998-10-01: 331. ISBN 978-4-533-02980-6 （日语）.
2. ↑  . 交通新聞 (交通協力会). 1968-06-02: 1 （日语）.
3. ↑  . 官報. 1974-10-31.
4. ↑  . 鐵道公報 (日本國有鐵道總裁室文書課). 1974-10-31: 2 （日语）.

## 相關項目
- 日本鐵路車站列表 I